# 洛里什體育會
洛里什體育會（Grupo Sportivo de Loures），是一間來自葡萄牙里斯本洛里什的球會，成立於1913年8月13日，在里斯本的CampoJoséda Silva Faria舉辦主場比賽並可容納2000人，其最佳成績在2003/04賽季在丙組聯賽中獲得第三名，在2013/14賽季參加首次亮相葡錦聯，現時在葡萄牙足球錦標聯賽角逐。

## 外部連結
- Facebook
- soccerway.com （页面存档备份，存于）